# Myslivny (Boží Dar)
Myslivny (deutsch Försterhäuser) ist eine heute nur noch aus einigen wenigen Häusern bestehende Ortslage von Boží Dar (Gottesgab) in der Tschechischen Republik.

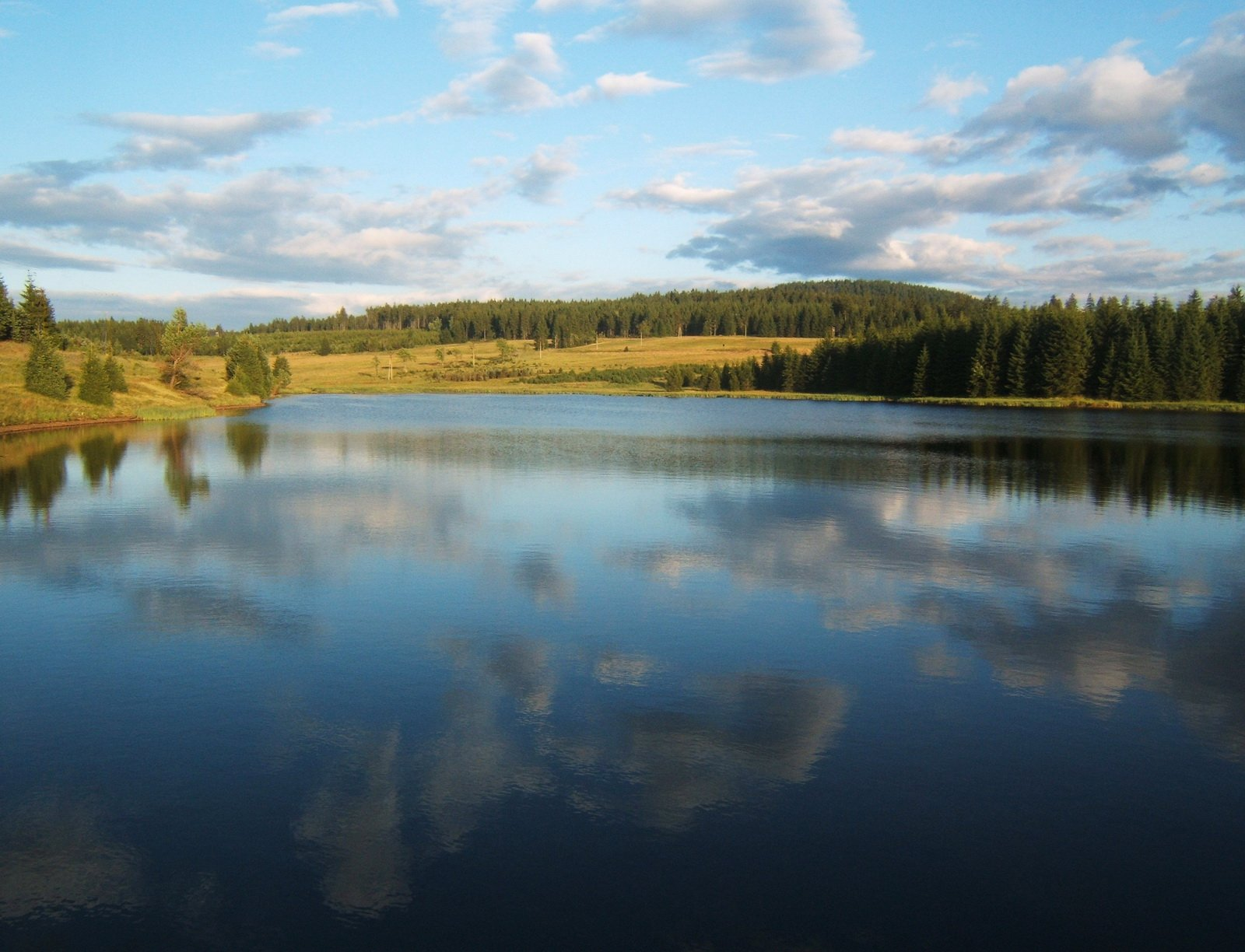
Stausee bei Myslivny

## Geografische Lage
Myslivny liegt in einer Höhe von 1000 m n.m. auf der Hochfläche des oberen Erzgebirges, eine knappe Wegstunde von Boží Dar entfernt und ist auf der Straße nach Horní Blatná (Bergstadt Platten) leicht erreichbar. Der 1,5 km nordwestlich des Gottesgaber Spitzberges am Schwarzwasser zwischen Gottesgab und Seifen befindliche Ort wird umgeben von Hochwald und war früher eine beliebte Sommerfrische und ein Wintersportort. Försterhäuser wurde bis zum Ende des Zweiten Weltkrieges direkt mit der Autobuslinie Gottesgab – Abertham – Schlackenwerth angefahren.

## Geschichte
Der Ort lag bis in das 16. Jahrhundert in der Herrschaft Schwarzenberg. Er entstand als Streusiedlung unmittelbar am Rittersgrüner Erzgebirgspass, dort, wo sich dieser mit der Verbindungsstraße von Gottesgab nach Platten kreuzte und am heutigen nordwestlichen Ortsausgang inmitten dichter Waldung ein Forsthaus errichtet wurde, zu dem sich später noch mehrere Häuser gesellten, in dem ursprünglich meist Holzfäller Unterkunft fanden.
Die Bevölkerung von Försterhäuser ernährte sich von Landwirtschaft, Waldarbeit und Spitzenklöppeln. Nach der Vertreibung der deutschsprachigen Bevölkerung wurden zahlreiche Häuser abgerissen. Die 2–3 noch vorhandenen Gebäude werden heute als Wochenendgrundstücke genutzt. Unmittelbar in der Nähe des Ortes entstand 1950 am Schwarzwasser der Stausee Myslivny. Die bis 1946 existierende Gaststätte Zur Waldesstille besteht nicht mehr. Nur deren Name wurde auf eine Gaststätte in der Nähe von Breitenbrunn/Erzgeb. übertragen, die jedoch ebenfalls heute nicht mehr existiert.
Die Försterhäuser gehörten teilweise zur eigenständigen Gemeinde Seifen (Ryžovna) bzw. zu Gottesgab. Seit der Gemeindegebietsreform von 1960, bei der auch Ryžovna nach Boží Dar eingemeindet wurde, gehören sie insgesamt zu Boží Dar.
Der griechische Schriftsteller Nikos Kazantzakis hat von 1929 und 1932 mehrere Monate in Försterhäuser zugebracht. Er wohnte im Haus von Philip Kraus, das nach dem Zweiten Weltkrieg wie viele andere auch abgerissen wurde. Am 10. Mai 1929 hatte er mit seiner zweiten Ehefrau Heleni Samiou erstmals auf Empfehlung des tschechischen Journalisten und Schriftstellers Egon Erwin Kisch dort zwei Zimmer gemietet, um ungestört an zwei Reportagebüchern und  Filmszenarien arbeiten zu können. Am 9. April 1930 verließ er Försterhäuser wieder und kehrte Ende Juli 1931 zurück. Diesmal wohnte er bis zum 31. Mai 1932 hier. Kazantzakis’ bekanntester Roman ist „Alexis Sorbas“, der mit Anthony Quinn in den USA verfilmt wurde. Auf dem Markt von Gottesgab erinnert ein 1995 enthülltes kleines Denkmal an diesen prominenten Feriengast.

## Tourismus
Unmittelbar durch den Ort führt der Plattner Kunstgraben und im Winter die Erzgebirgische Ski-Magistrale. In Richtung Zlatý Kopec befindet sich im Wald ein Fußgängergrenzübergang nach Tellerhäuser.
Auf Wanderwegen sind der Spitzberg oder die umliegenden Ortschaften Boží Dar, Rozhraní, Ryžovna und Hřebečná gut zu erreichen.